# Master Blaster (Band)
Master Blaster ist eine deutsche Danceformation, welche 2002 von Rico Alfonso Bernasconi, Mike de Ville sowie Sascha van Holt gegründet wurde.

## Geschichte
Ihre bisher erfolgreichste Single Hypnotic Tango, eine Coverversion des Italo-Disco-Hits von My Mine, erreichte 2002 die Top 10 der deutschen Singlecharts, war eine der erfolgreichsten Dance-Singles des Jahres und brachte ihnen eine Echo-Nominierung ein.
Im folgenden Jahr produzierten sie zusammen mit dem als Frontmann des Eurodance-Projekts SNAP! bekannt gewordenen Turbo B. die Single Ballet Dancer. Ebenfalls 2003 erschien How Old R U?, ein weiterer Hit, der als beste Single des Jahres in den Dance-Charts avancierte. 2006 wurde die mäßig erfolgreiche und für die Band eher untypisch klingende Single Since You’ve Been Gone, eine Coverversion des Rock-Klassikers von Russ Ballard aus dem Jahr 1976, herausgebracht. 2007 erschien das zweite Studioalbum Put Your Hands Up, die erste Singleauskopplung Walking In Memphis/Can Delight erreichte für mehrere Wochen die Spitze der Club Rotation Dance-Charts.
International verkaufte Master Blaster insgesamt mehrere hunderttausend Tonträger, produziert werden sie von MT! Entertainment, der Produktionsfirma von Sascha van Holt, (bis 2005 mit Rico Bernasconi) und Mike de Ville.
Mit einem im Jahr 2012 zusammen mit Paul Janke veröffentlichten Remake ihres Hits Hypnotic Tango konnte sich nach über fünf Jahren wieder eine ihrer Veröffentlichungen in den deutschen Singlecharts platzieren.
Nachdem Sascha van Holt 2017 das Projekt verlassen hat, produziert Mike de Ville alleine unter dem Namen weiter. Als Mastering-Engineer fungiert gelegentlich Florian Arndt. Zudem hat Daniel Norda einige Titel mitproduziert und ist auch als Feature-Artist vertreten.

## Diskografie

### Studioalben
| Jahr | Titel               | Höchstplatzierung, Gesamtwochen, AuszeichnungChartplatzierungen (Jahr, Titel, Platzierungen, Wochen, Auszeichnungen, Anmerkungen) | Höchstplatzierung, Gesamtwochen, AuszeichnungChartplatzierungen (Jahr, Titel, Platzierungen, Wochen, Auszeichnungen, Anmerkungen) | Höchstplatzierung, Gesamtwochen, AuszeichnungChartplatzierungen (Jahr, Titel, Platzierungen, Wochen, Auszeichnungen, Anmerkungen) | Anmerkungen                        |
| Jahr | Titel               | DE | AT | CH | Anmerkungen                        |
| ---- | ------------------- | --- | --- | --- | ---------------------------------- |
| 2003 | We Love Italo Disco | DE31 (5 Wo.)DE | AT69 (1 Wo.)AT | CH68 (4 Wo.)CH | Erstveröffentlichung: 26. Mai 2003 |
| 2007 | Put Your Hands Up   | — | — | — | Erstveröffentlichung: 15. Mai 2007 |

### Kompilationen
- 2009: ...The Greatest Hits!

### Singles
| Jahr | Titel Album                                            | Höchstplatzierung, Gesamtwochen, AuszeichnungChartplatzierungen (Jahr, Titel, Album, Platzierungen, Wochen, Auszeichnungen, Anmerkungen) | Höchstplatzierung, Gesamtwochen, AuszeichnungChartplatzierungen (Jahr, Titel, Album, Platzierungen, Wochen, Auszeichnungen, Anmerkungen) | Höchstplatzierung, Gesamtwochen, AuszeichnungChartplatzierungen (Jahr, Titel, Album, Platzierungen, Wochen, Auszeichnungen, Anmerkungen) | Höchstplatzierung, Gesamtwochen, AuszeichnungChartplatzierungen (Jahr, Titel, Album, Platzierungen, Wochen, Auszeichnungen, Anmerkungen) | Anmerkungen                                                                                            |
| Jahr | Titel Album                                            | DE | AT | CH | UK | Anmerkungen                                                                                            |
| ---- | ------------------------------------------------------ | --- | --- | --- | --- | --- |
| 2002 | Hypnotic Tango We Love Italo Disco / Put Your Hands Up | DE7 (15 Wo.)DE | AT17 (12 Wo.)AT | CH71 (10 Wo.)CH | UK64 (1 Wo.)UK | Erstveröffentlichung: 16. Dezember 2002 Original: My Mine – Hypnotic Tango (1983)                      |
| 2003 | How Old R U We Love Italo Disco / Put Your Hands Up    | DE15 (9 Wo.)DE | AT22 (12 Wo.)AT | CH73 (3 Wo.)CH | — | Erstveröffentlichung: 7. April 2003 Original: Miko Mission – How Old Are You? (1984)                   |
| 2003 | Ballet Dancer Put Your Hands Up                        | DE40 (8 Wo.)DE | AT37 (7 Wo.)AT | — | — | Erstveröffentlichung: 2003; vs. Turbo B Original: The Twins – Ballet Dancer (1983)                     |
| 2004 | Dial My Number Put Your Hands Up                       | DE68 (3 Wo.)DE | — | — | — | Erstveröffentlichung: 22. November 2004 Original: Romano Bais – Dial My Number (1985)                  |
| 2006 | Since You’ve Been Gone Put Your Hands Up               | DE67 (5 Wo.)DE | — | — | — | Erstveröffentlichung: 2006 Original: Russ Ballard – Since You’ve Been Gone (1976)                      |
| 2007 | Walking in Memphis ...The Greatest Hits!               | DE67 (7 Wo.)DE | — | — | — | Erstveröffentlichung: 26. März 2007; feat. Rachel Hiew Original: Marc Cohn – Walking in Memphis (1991) |
| 2012 | Hypnotic Tango 2k12 –                                  | DE76 (1 Wo.)DE | — | — | — | Erstveröffentlichung: 2012 vs. Paul Janke                                                              |

Weitere Singles
- 2003: Pay 4 Ur Life
- 2004: Another Life
- 2004: Hands Up
- 2008: Everywhere
- 2009: Come Clean
- 2010: Until the End
- 2011: Back to the Sunshine
- 2012: Let’s Get Mad
- 2014: How Old Are You 2014
- 2017: Weekend (feat. Selene)
- 2018: Lost Without You
- 2018: Now You’re Gone (mit Norda)
- 2019: Porque Te Vas
- 2020: Everytime We Touch (Norda & Master Blaster Remix)
- 2020: 4 Ever 1 (feat. Hayley Jones)
- 2020: Take You Away (Norda & Master Blaster feat. Terrace)
- 2022: My Immortal (mit Beatfighter)
- 2022: Move Your Hands Up High (Abrissgebeat & Master Blaster & Clubraiders)